# Carl Locher

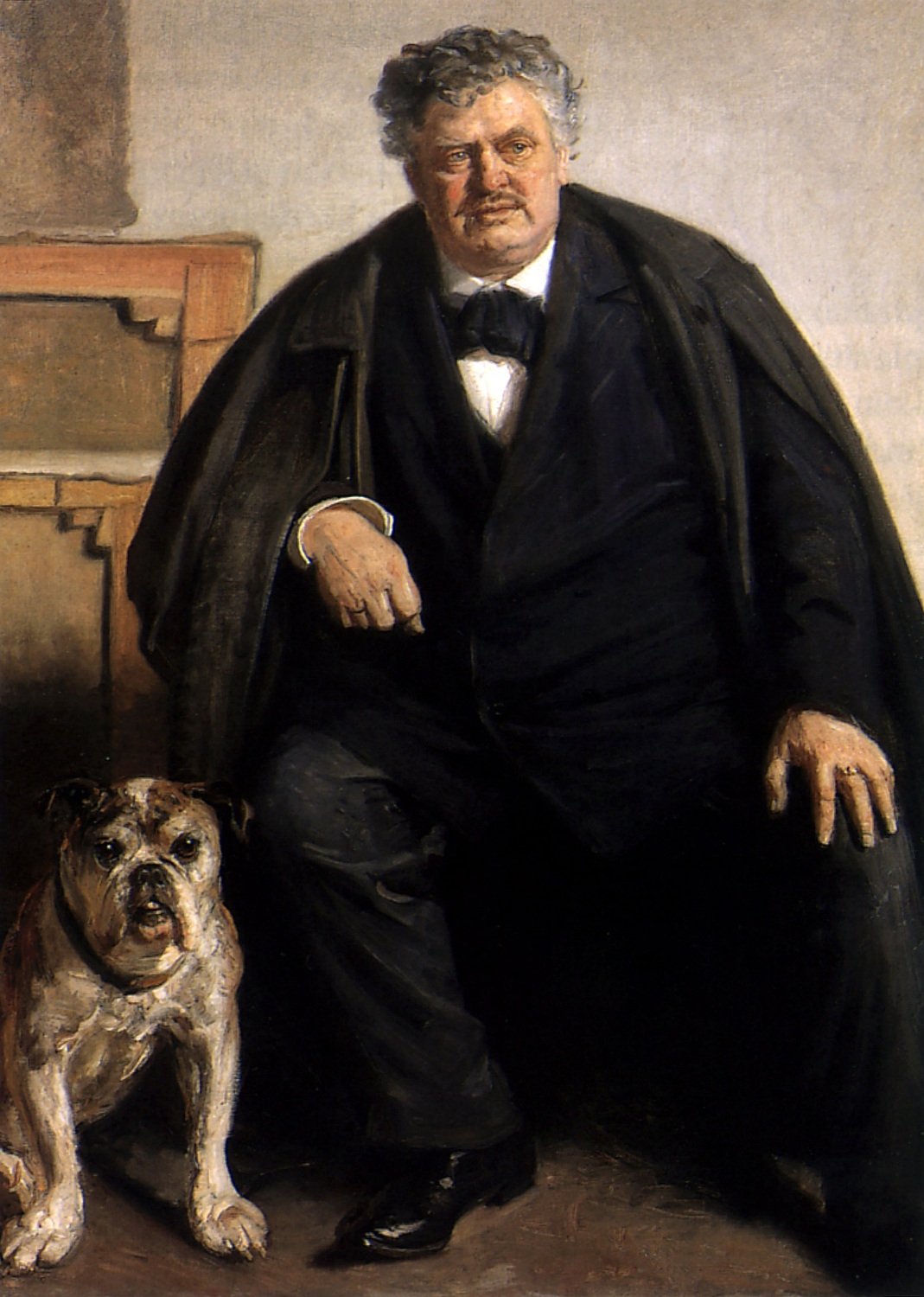
Locher door Michael Ancher, 1909

Carl Locher (Flensburg, Sleeswijk-Holstein, 2 november 1851 – Skagen, 20 december 1915) was een Deens kunstschilder. Hij behoorde tot de Skagenschilders.

## Leven en werk
Locher werd geboren in Flensburg, dat toentertijd nog bij Denemarken hoorde. Reeds op jonge leeftijd bleek hij uitermate geïnteresseerd in schepen. Een tijd lang diende hij ook bij de Deense marine en voer onder meer naar West-Indië.
In 1872 ging Locher naar de Koninklijke Deense Kunstacademie, met de bedoeling marineschilder te worden. Na zijn studie ging hij op aandringen van Holger Drachmann naar het Noord-Deense visserseiland Skagen, waar hij zich aansloot bij de impressionistische kunstenaarskolonie van de Skagenschilders. Zijn eigen stijl bleef echter meer naturalistisch dan impressionistisch. Hij schilderde naast zeegezichten ook veel strandgezichten, vaak met vissersboten en wrakken. Ook koetsen hadden zijn bijzondere belangstelling.
Locher maakte meerdere studiereizen naar Parijs, waar hij onder invloed raakte van de schilders van de School van Barbizon. Hij opende een etsschool voor Deense kunstenaars in Kopenhagen, maar bleef steeds terugkeren naar Skagen. Daar overleed hij in 1915, op 64-jarige leeftijd. Werk van Locher is onder andere te zien in het Skagens Museum.

## Galerij

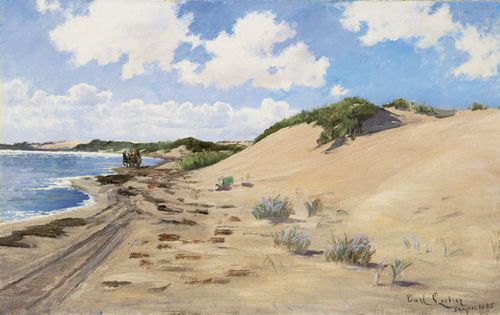
Postkoets op het strand bij Skagen
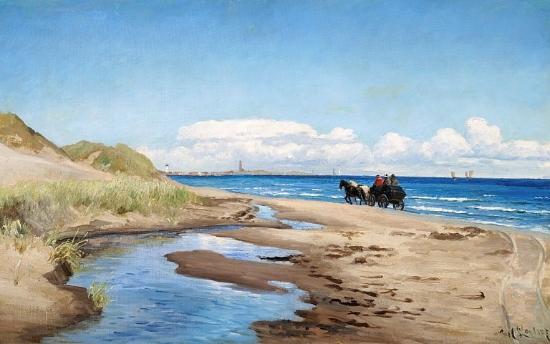
Reiskoets bij Skagen
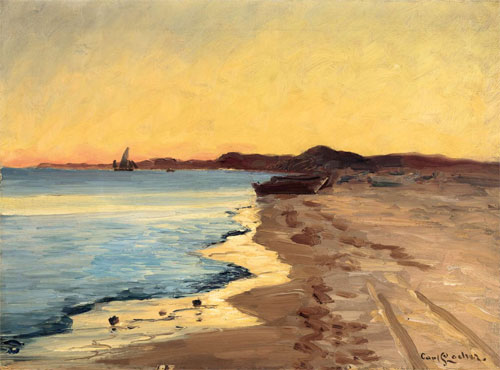
Zuidstrand van Skagen
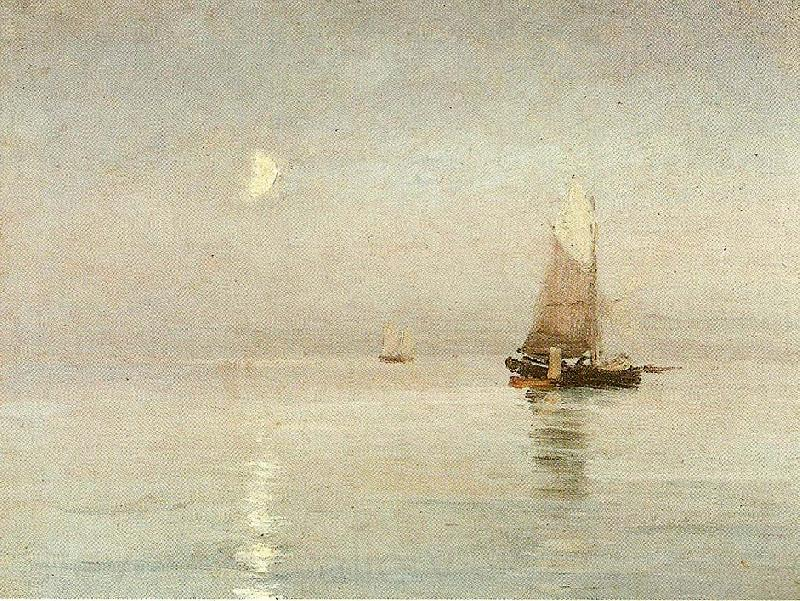
Vissersboot in de maneschijn
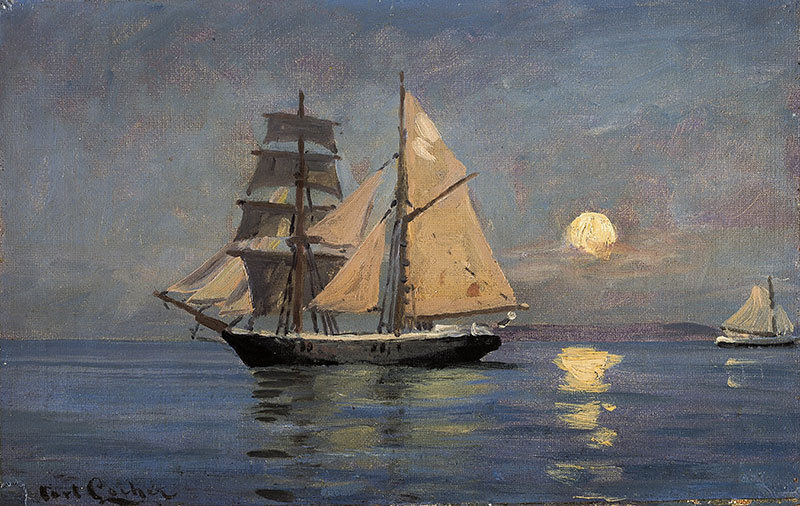
Schip bij Skagen
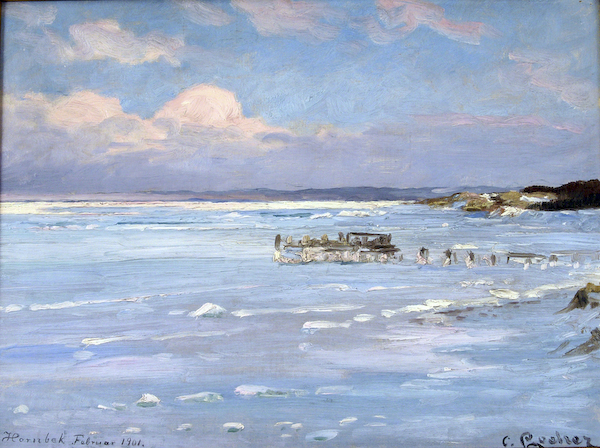
Afgesloten doorgang, strand Hornbæk
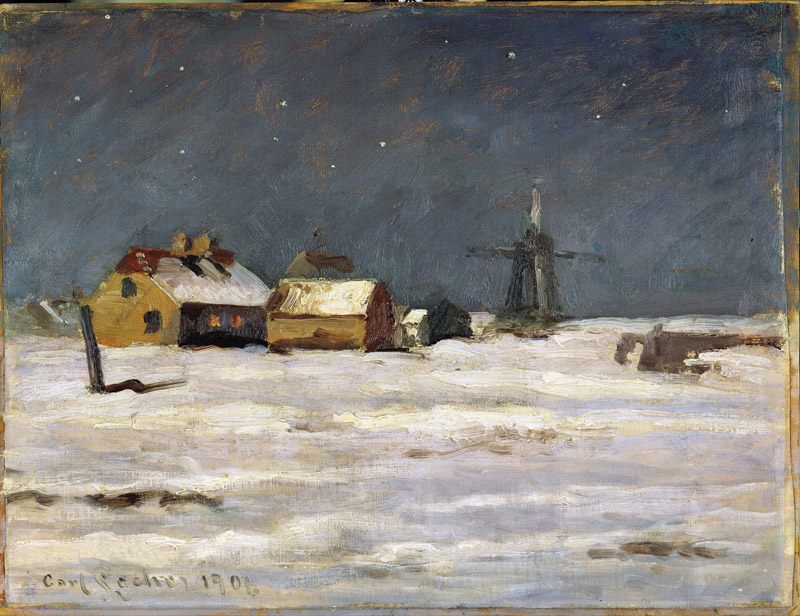
Winterlandschap op Skagen
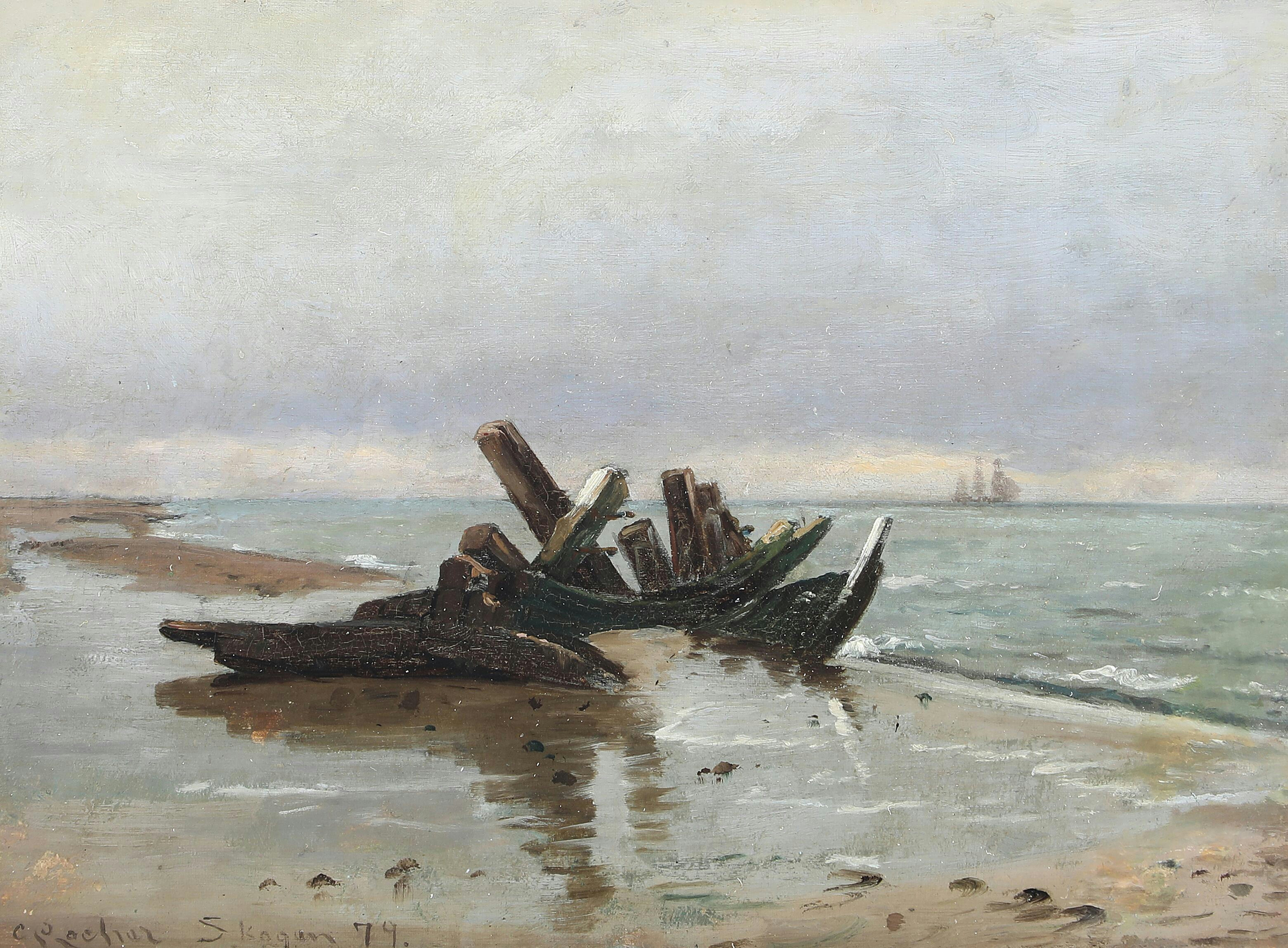
Wrakhout op het strand van Skagen
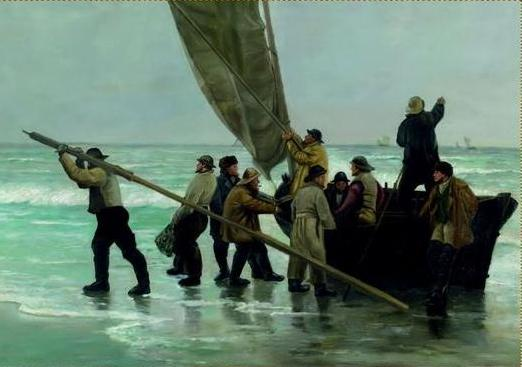
Vissers gaan aan land, Skagen
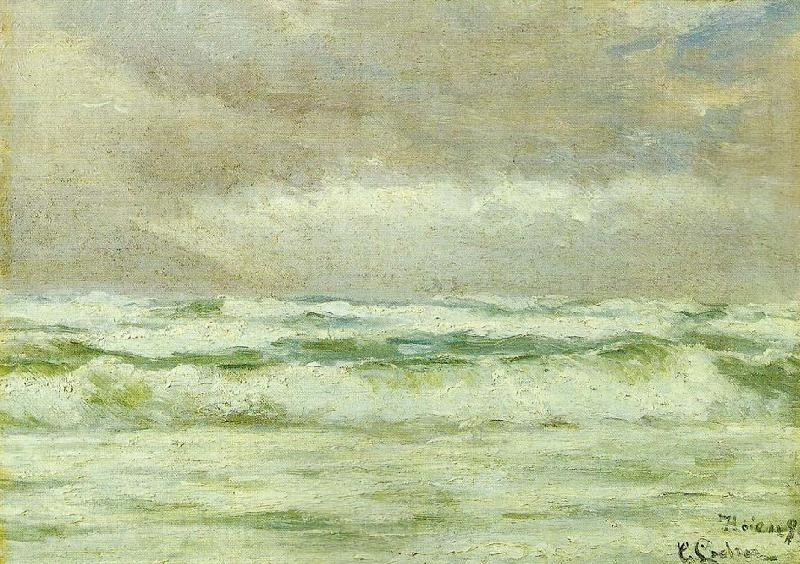
Storm